# Grand Theft Auto V
Grand Theft Auto V (plus communément GTA V ou GTA 5) est un jeu vidéo d'action-aventure, développé par Rockstar North et édité par Rockstar Games. Il est sorti en 2013 sur PlayStation 3 et Xbox 360, en 2014 sur PlayStation 4 et Xbox One, en 2015 sur PC, en 2022 sur PlayStation 5 et Xbox Series puis en 2025 en version améliorée sur ordinateur. Le jeu fait partie de la série vidéoludique Grand Theft Auto.
Cet épisode se déroule dans l'État fictif de San Andreas en Californie du Sud. L'histoire solo suit trois protagonistes : le braqueur de banque à la retraite Michael De Santa (avant l’accord avec le FIB : Michael Townley), le gangster Franklin Clinton et le trafiquant de drogue et d'armes Trevor Philips, et leurs braquages sous la pression d'une agence gouvernementale corrompue et de puissants criminels. Le jeu en monde ouvert permet aux joueurs de parcourir librement la campagne ouverte de San Andreas et la ville fictive de Los Santos, inspirée de Los Angeles.
Le coût de Grand Theft Auto V, marketing compris, s'élève à 265 millions de dollars, ce qui représente à l'époque un record pour un jeu vidéo. Le jeu bat sept records de ventes lors de sa sortie et devient un grand succès commercial, dépassant 20 millions d'exemplaires vendus en deux semaines, ainsi que plus d’un milliard de dollars de recettes. Le jeu reçoit le prix Golden Joystick pour le jeu de l'année ainsi que le prix Game of the Year.
En août 2025, le jeu s'est écoulé à plus de 215 millions d'exemplaires tous supports confondus, le plaçant à la deuxième place des jeux vidéo les plus vendus de tous les temps, derrière Minecraft.
Deux semaines après sa sortie initiale en 2013, GTA V est suivi par GTA Online, un opus exclusivement multijoueur se déroulant sur la même carte, sur les mêmes plateformes ; le jeu en ligne sort par la suite sur les consoles de générations suivantes et ordinateur aux mêmes dates que Grand Theft Auto V. Son successeur direct et sixième volet majeur de la série, Grand Theft Auto VI, est annoncé pour mai 2026 sur PlayStation 5 et Xbox Series.

## Trame

### Environnement
Grand Theft Auto V se déroule à Los Santos (ville fictive largement inspirée de Los Angeles) et dans le Blaine County. Cette ville figurait déjà dans le jeu Grand Theft Auto: San Andreas, mais à une échelle plus réduite, notamment en raison des contraintes techniques de l'époque, le jeu se déroulant dans un État entier composé de plusieurs villes, lesquelles ne pouvaient pas bénéficier d'une modélisation et d'un niveau de détail aussi étendu. Quelques quartiers ont été dévoilés lors de la première bande-annonce et incluent : Greater Los Santos, Los Puerta, The Greater Naranja Area et Vinewood. L'aire de jeu est donc plus importante que les anciens opus et même que Red Dead Redemption, qui est également développé par Rockstar Games, Grand Theft Auto V étant décrit dans le communiqué officiel comme étant le jeu le plus vaste et le plus ambitieux jamais créé par Rockstar; la carte de Los Santos est présentée dans Game Informer comme plus grande que celles de Grand Theft Auto: San Andreas, de Grand Theft Auto IV et de Red Dead Redemption réunies,,.
La première bande-annonce permet de découvrir plusieurs lieux connus de la Cité des anges ou de Santa Monica, qui apparaissent dans le jeu sous des noms déformés (par exemple, Santa Monica est Del Perro dans le jeu). On peut alors noter la présence de bâtiments emblématiques tels que Pershing Square (Legion Square dans le jeu), le Bradbury Building, le California Plaza (FIB Headquarters et IAA Headquarters dans le jeu), la U.S. Bank Tower (Maze Bank Tower dans le jeu), la tour Mellon Bank Center (Union Depository dans le jeu), l'Hôtel de ville (Los Santos City Hall dans le jeu), le 100 Wilshire Building, ou l'Observatoire Griffith ; des ponts tels que le 4th Street Bridge (Vespucci Boulevard Bridge dans le jeu) ou le pont Vincent-Thomas sont également présents. Enfin, des lieux complets semblent avoir été entièrement reproduits dans le jeu tels que la plage de Venice Beach, le Sunset Boulevard ou le Mont Lee et son célèbre panneau Hollywood (parodié en Vinewood), sans oublier Beverly Hills.
En dehors de la ville proprement dite, le jeu propose un environnement naturel vaste, qui comprend de nombreuses références à la Californie du sud et notamment à la région de Los Angeles. Ainsi au nord de Los Santos se trouve Alamo Sea, présentée comme une étendue d'eau très salée et saumâtre. Ce lac s'inspire directement du lac Salton, à l'est de Los Angeles, lui aussi réputé pour sa salinité importante et sa pollution. Il est également possible de voir dans le jeu de fortes ressemblances topographiques avec la vallée de Palm Springs, par exemple dans les champs d'éoliennes qui rappellent ceux de la ferme éolienne de San Gorgonio Pass[réf. souhaitée].
Le jeu contient 285 véhicules au lancement du jeu, aucun autre opus de la série n'en a jamais contenu autant. À titre de comparaison, San Andreas contenait 192 véhicules et GTA IV seulement 130. Les véhicules sont encore constitués de fausses marques comme dans les précédents opus afin de parodier les véritables marques, tels « Pegassi » pour Lamborghini, « Obey » pour Audi, Grotti pour Ferrari, Maibatsu pour Mitsubishi et Daihatsu, etc. Tous les types de véhicules disponibles dans les précédents opus sont retrouvés dans GTA V, avec quelques nouveautés : voitures, motos, vélos, avions, bateaux, bus, camions (avec remorques), hélicoptères, train (non-conductible), sous-marin, et même un ballon dirigeable, disponible uniquement dans le jeu pré-commandé. Il est également possible d'emprunter les transports en commun comme les taxis ou le métro.

### Personnages
Le scénario suit les exploits de trois personnages principaux Michael, Trevor et Franklin. Au cours de l'aventure, ils rencontreront des dizaines d'autres personnages secondaires, comme leur entourage ou famille proche ; mais aussi des relations professionnelles et des antagonistes.
Michael De Santa, anciennement Michael Townley (interprété par Ned Luke), est un ancien braqueur de banque, maintenant père de famille âgé d'une quarantaine d'années, qui a pris sa retraite grâce à un deal avec un agent corrompu du FIB en espérant mener une vie plus tranquille dans une villa des quartiers chics de Los Santos. Il est marié et a deux enfants. Sa femme Amanda dilapide son argent tout en le trompant avec le premier homme venu, son fils Jimmy est dépendant à la drogue et aux jeux vidéo et sa fille Tracey est une éternelle candidate à des show de télé-réalité douteux qui rêve de devenir actrice et s'habille constamment en tenue très légère. Entre sa femme et ses enfants la vie de Michael est un enfer. Franklin est pour lui « le fils qu'il aurait aimé avoir ».
Trevor Philips (interprété par Steven Ogg) est un ancien pilote militaire, autrefois complice de Michael, devenu toxicomane et incompris. Âgé d'une quarantaine d'années lui aussi, il vit à Sandy Shores, une ville désertique où il gère sa propre entreprise (Trevor Phillips Industries), dont le but est de vendre de la drogue et des armes. Il est très imprévisible. Trevor emploie Ron, un paranoïaque, et Wade Herbert, un jeune homme simplet. Hormis Michael, son seul ami est Brad, qu'il va vouloir libérer avant d'apprendre qu'il est mort.
Franklin Clinton (interprété par Shawn Fonteno), est un jeune gangster afro-américain, âgé d'une vingtaine d'années et travaille pour Simeon Yetarian, un concessionnaire arménien vendant des voitures luxueuses à des personnes qui ne peuvent pas se les offrir. Il vit chez sa tante dans les quartiers pauvres de Los Santos. Il a été élevé dans le Ghetto sans famille ni éducation et Denise, sa tante, ne cache pas sa méchanceté envers son neveu. Il fait partie d'un gang, Forum Gangsters, avec son ami Lamar. Depuis sa rencontre avec Michael, il le considère comme son mentor.

### Scénario
En 2004, Michael Townley, Trevor Philips, et Brad Snider organisent le braquage d'une banque de Ludendorff, North Yankton. Cependant le casse tourne mal : Trevor parvient à s'échapper mais il doit abandonner Brad et Michael, ce dernier étant laissé pour mort.
Neuf ans plus tard, Michael vit avec sa famille dans la ville de Los Santos sous une nouvelle identité, « Michael De Santa », obtenue grâce à un accord secret conclut avec l'agent fédéral Dave Norton du FIB. Dans les quartiers défavorisés de la ville, le gangster Franklin Clinton travaille chez un revendeur de voitures malhonnête qui lui demande de « récupérer (en) » la voiture du fils de Michael. Franklin se fait surprendre par Michael lors de son larcin et font alors plus ample connaissance. Lorsque Michael découvre que sa femme le trompe avec son entraîneur de tennis, Franklin et lui poursuivent l'amant jusque dans une maison d'architecte que Michael détruit de rage. Le propriétaire de la maison, le narcotrafiquant Martin Madrazo exige un dédommagement, ce qui contraint Michael à reprendre une activité criminelle. Avec Franklin, Michael recrute un de ses vieux amis, Lester Crest, un hacker en situation de handicap. Avec son équipe, Michael parvient à braquer une bijouterie, ce qui lui permet de rembourser Madrazo. Pendant ce temps, Trevor, qui vit dans la misère dans le désert à quelques heures de Los Santos, reconnait dans ce casse la signature de Michael, alors qu'il le pensait mort depuis presque une décennie. Après avoir retrouvé sa trace à Los Santos, il contraint Michael à l'accepter de nouveau dans sa vie.
Les trois protagonistes se mettent à travailler régulièrement ensemble en prenant part aux affaires criminelles de leurs partenaires. La famille de Michael le quitte à cause de son comportement irresponsable et dangereux. Lorsqu'il devient producteur de cinéma, il entre en conflit avec Devin Weston, un investisseur milliardaire et raideur d'entreprises, quand ce dernier cherche à faire fermer le studio de Michael. Michael déjoue ses plans, mais tue accidentellement son avocate et Weston jure de se venger. Franklin quant à lui, doit sauver son ami Lamar Davis des griffes de son ex-ami et membre de gang rival Harold « Stretch » Joseph, qui essaye de les abattre afin de faire ses preuves à son nouveau gang. Trevor, de son côté, cherche à consolider sa mainmise sur différents marchés noirs du comté de Blaine. Il entre donc en conflit armé avec les différentes organisations criminelles comme les bikers de « The Lost », les gangs de rue d’Amérique latine, les frères O'Neil, la firme de sécurité privée Merryweather et le baron des triades Wei Cheng.
Lorsque l'agent fédéral Norton et son supérieur Steve Haines ont vent des activités criminelles de Michael, qui n'a pas respecté ses engagements vis-à-vis du FIB, ils le forcent à réaliser une série d'opérations avec Franklin et Trevor pour saboter le travail de l'IAA. Sous la direction de Haines et avec l'aide de Lester, ils attaquent le siège de l'agence et exfiltrent un terroriste présumé, puis ils attaquent un convoi de Transport de fonds pour l'IAA et dérobent une arme chimique expérimentale d'un laboratoire secret de l'agence (plus tard révélé dirigé par Merryweather et non l'IAA). Haines, se sentant étroitement surveillé, contraint Michael et Franklin à s'infiltrer au siège du FIB pour supprimer les preuves de son implication. Michael en profite pour effacer les données le concernant, ce qui lui permet d'échapper au chantage des agents fédéraux corrompus.
Michael finit par se réconcilier avec sa famille et prévoit un dernier casse avec Trevor, Frankin et Lester : le braquage de la réserve de bullion d'or du Union Depository. Cependant, Trevor comprend que Brad n'a jamais fini en prison, comme il le pensait, mais a été tué dans le hold-up de la banque de Ludendorff et enterré à la place de Michael. Il en déduit alors qu'il aurait dû être assassiné à la place de Brad. Trevor, se sentant trahi, menace de saboter les plans du groupe pour le braquage ce qui cause des frictions au sein de l'équipe. Pendant ce temps, Haines trahit Michael et Norton, qui se retrouvent piégés dans une impasse mexicaine entre le FIB, l'IAA et Merryweather. Trevor vient finalement à leur rescousse, se sentant seul légitime à tuer Michael, et se met d'accord avec celui-ci pour participer au braquage de l'Union Depository et de se séparer après celui-ci.
Le casse réussit et le trio se sépare, mais Franklin est recontacté par Norton et Haines qui estiment que Trevor est toujours un risque, mais aussi Weston qui cherche à se venger de Michael. Trois choix sont possibles pour Franklin : tuer Trevor, tuer Michael ou bien tenter de les sauver tous les deux lors d'une mission suicide. Si Franklin choisit de tuer l'un de ses ex-partenaires, il coupe tout contact avec le survivant et retourne à sa vie passée. Si la troisième voie est choisie, Michael et Trevor se réconcilient et le trio, aidé par Lamar et Lester, résiste à l'assaut du FIB et de Merryweather avant d'aller tuer Cheng, Stretch, Haines et Weston. Les trois protagonistes cessent de travailler ensemble mais restent amis.

## Système de jeu

### Monde ouvert interactif
Grand Theft Auto V possède chaque élément des précédents opus de la série. Il met également en scène trois protagonistes que le joueur peut incarner et incluent Michael De Santa (de son vrai nom Townley), Trevor Philips et Franklin Clinton, des criminels dont les événements se lient entre eux lors des missions qui sont effectuées. Pendant les missions, le joueur peut alterner entre les protagonistes tandis qu'ils travaillent en équipe pour accomplir leurs missions. En dehors des missions, le joueur est libre d'incarner le protagoniste qu'il souhaite et explorer le monde ouvert du jeu, la ville fictive de Los Santos, inspirée de Los Angeles, et son paysage alentour ; dans ce cas, une transition « style Google Earth » fait alors entrer dans une autre perspective,,,. Le joueur peut s'engager dans plusieurs activités de divertissement, ou mini-jeux, comme le golf, le tennis, le triathlon, le Base-jumping entre autres,,. D'une manière similaire à Grand Theft Auto IV, ces divertissements peuvent se faire avec les amis du personnage principal, et seul le système de rendez-vous a été supprimé. Le personnage possède également une palette d'armes en plus des voitures, vélos, véhicules aquatiques ou aériens dont il peut prendre les commandes.
Le téléphone portable est de retour, bien que beaucoup de ses fonctionnalités aient été modifiées. Celui-ci est principalement utilisé pour les activités et permet aussi d’accéder au faux réseau Internet. Le « iFruit », le nouveau téléphone portable du jeu, peut être utilisé afin de prendre des photos avec l'application Snapmatic pour les charger sur le compte Social Club du joueur. Le téléphone possède également des applications, avec la présence d'une caméra, des contacts, des médias sociaux, d'un calendrier et d'une application pour pouvoir rejouer les missions à la manière de l'extension The Ballad of Gay Tony. Le jeu possède un système économique « vivant et amusant », avec la possibilité d'acheter tout et n'importe quoi. Il est guidé par la quête de l'argent, et les différents braquages au cours du jeu par le joueur lui permettent d'amasser jusqu'à plusieurs millions de dollars ; cet argent sert par la suite à de nombreux achats. L'achat de propriétés marquant son grand retour apporte certains bénéfices.
Les fusillades et le corps-à-corps ont été améliorés. Le système de tir a quant à lui « parcouru un long chemin » en termes de sensations et de fonctionnement. Les armes sont quelque peu différentes car Rockstar Games a voulu que les gunfights soient à mi-chemin entre liberté du joueur et défis qu'ils proposent. Le joueur commence le jeu avec des armes assez faibles et limitées afin qu'il en débloque par la suite au fil du jeu. Pour la sélection des armes, le système « en roue » de Red Dead Redemption fait son entrée dans la série GTA. Il y a également la possibilité de réaliser des roulades lors des combats afin de se déplacer à couvert et d'échapper aux tirs ennemis, et les transitions sont plus fluides lors des déplacements à couvert. Le « jogging de combat » permet de courir rapidement tout en étant en possession d'une arme. Les déplacements sont fluides lors des tirs au jugé à la manière de Max Payne, tout en gardant un contrôle complet du réticule. Lorsque le joueur zoome sur son arme, la caméra recule afin d'agrandir son champ de vision. Le réticule passe de blanc à rouge afin d'identifier un ennemi et des petits « X » clignotent au-dessus du réticule pour informer qu'un ennemi est mort. Trois modes de visées différents sont désormais disponibles : visée libre, visée automatique et verrouillage des cibles. Parmi les types d'armes à feu montrés dans les images et bandes-annonces du jeu peuvent être aperçus de nombreux pistolets, mitraillettes, fusils d'assaut, fusils à pompe, fusils de précision, armes lourdes et explosifs. Ces armes au fil du jeu, sont disponibles à Ammu-Nation, le magasin d'armes qui fait son grand retour. Les armes peuvent être personnalisées avec des lunettes de visée, des silencieux, des chargeurs supplémentaires, et possibilité de peindre ses armes. Il s'agit d'une première dans la série et l'arme n'est pas perdue si le joueur est à court de munitions. Il n'y a pas de tir allié et le système de visée fonctionne aussi parfaitement en tant que jeu d'infiltration. Lorsque le tir est enclenché avec une arme, alors que le personnage est en plein combat, le « jogging de combat » s'active pour une mobilité et un sentiment d'urgence accrus. Au contraire, si le personnage ne tire plus avec son arme ou qu'il n'y a aucune menace à l'horizon, le jogging de combat se désactive et le personnage revient en position relaxée. Le système de combat de GTA V s'inspire de GTA IV, Red Dead Redemption et Max Payne 3 et trois modes de visée sont disponibles : le tir assisté, le tir traditionnel GTA et la visée libre. Le tir assisté offre au joueur une plus grande zone de tir et une analyse des cibles afin de savoir qui est la plus grande menace et ainsi pouvoir l'éliminer plus rapidement. Le tir traditionnel GTA ressemble au mode de visée automatique, en plus de permettre au joueur de se déplacer de cible en cible grâce au joystick droit. Il s'agit de la visée par défaut de GTA IV. Le système de couverture a également été revu. Le personnage peut désormais se mettre à couvert derrière un véhicule pendant un bon moment, puis quitter sa couverture pour embarquer directement dans le véhicule. La personnalisation des armes permet de varier les approches lors des missions (arme avec silencieux versus arme sans silencieux). Il y a la possibilité d'aller au stand de tir afin d'améliorer la capacité de tir. La capacité de tir a une influence sur la précision lors des tirs ainsi que sur la quantité de munitions que le joueur peut transporter, alors que la force aura une influence sur les compétences lors des combats de corps à corps. L'intelligence artificielle est beaucoup plus évoluée lors des combats et beaucoup plus à l'affût de ce qui se passe aux alentours. Plusieurs scènes destructives sont à l'honneur lors des fusillades. Les ennemis réagissent différemment dépendamment de qui ils sont. La SWAT est organisée alors que les membres de gang ont une attitude caractéristique.
Le système de combat rapproché est meilleur que dans les autres titres de la franchise, chaque personnage possédant ses propres animations lors des combats. De plus, le jeu marque le retour du tuning : presque tous les véhicules seront personnalisables dans les Los Santos Customs, remplaçant les Pay'n'Spray. Ces derniers seront répartis un peu partout sur la carte et le joueur doit y apporter sa voiture, sa moto, etc. Il a la possibilité de modifier les performances et l'apparence du véhicule au même niveau que dans Midnight Club. Il sera possible de personnaliser les plaques d'immatriculation, d'améliorer les performances du véhicule (suspension, moteur, freins), ajouter des ailerons et des vitres teintées, changer les roues, modifier la grille du véhicule, et changer la peinture notamment. Plus de 1000 options de customisation sont disponibles. Après toutes ces modifications, il est possible de prendre le véhicule en photo après l'avoir customisé pour ensuite l'uploader sur le Rockstar Games Social Club. Dans GTA V, les développeurs ont tenté d'intégrer davantage la personnalisation des véhicules dans le jeu. Dans certaines missions, le joueur est amené à modifier son véhicule d'une façon spécifique. Les casques portés lorsque le joueur conduit une moto peuvent être changés. Aussi, si le joueur abandonne dans la rue un véhicule qu'il a précédemment personnalisé, il le retrouvera à la fourrière en parfait état. Le joueur doit ensuite payer une amende afin d'en reprendre possession. Deux véhicules peuvent être « stockés » à la fourrière. Tirer dans les réservoirs d'essence des véhicules engendre une fuite d'essence à laquelle il est possible de mettre le feu.
Dans Grand Theft Auto Online, si le joueur a précédemment assuré le véhicule à Los Santos Customs, si celui-ci est détruit (explosion ou noyade) il pourra faire une déclaration par téléphone à l'assurance auto et retrouver au dépôt de celle-ci, ou dans son propre garage, son véhicule à l'état neuf avec toutes les modifications effectuées (à l’exception des explosifs). Lors d'une poursuite avec la police, si le joueur est tué, son véhicule personnel est emmené à la fourrière en l'état. Il devra soit payer l'amende, soit récupérer son véhicule au prix d'une nouvelle poursuite avec la police. La liste des 285 véhicules de départ augmente à mesure des mises à jour, qui apportent à chaque fois plusieurs véhicules inédits, qu'ils soient terrestres, nautiques ou aériens.

### Multijoueur
Le multijoueur de Grand Theft Auto V est annoncé par Rockstar Games lors d'un question-réponse, le 5 juillet 2013. Il a pour nom Grand Theft Auto Online. La société annonce qu'une vidéo de présentation de ce multijoueur sera disponible plus tard, au cours de l'été 2013. À la fin de la première vidéo de gameplay de GTA V, il est montré une courte séquence du mode multijoueur, où il est annoncé que ce dernier sera présenté prochainement.
Officiellement annoncé par Rockstar, le multijoueur est présenté le jeudi 15 août 2013 dans l'après-midi via une bande-annonce. Davantage de détails sur ce mode, nommé Grand Theft Auto Online, sont alors révélés ; celui-ci partage le système de jeu et les caractéristiques géographiques du jeu, en proposant toutefois un monde qui sera « continuellement agrandi par Rockstar Games, avec l'aide de la communauté ». Jusqu'à 30 joueurs (16 joueurs pour les versions PlayStation 3 et Xbox 360) peuvent se rencontrer simultanément en ligne et ont la possibilité de jouer librement, de compléter des missions seuls ou en équipe, de faire différentes activités ou de participer à des modes de jeu classiques. Il est également possible de créer ses propres courses et des « deathmatches » personnalisés, à l'aide d'une nouvelle fonctionnalité nommée Content Creator (« créateur de contenu »), ou de jouer sur ceux que d'autres joueurs ont créés. Les missions permettent au joueur d'amasser de l'argent et d'accumuler des points d'expérience, lesquels permettent respectivement de personnaliser et d'améliorer son personnage (coiffure, habits, véhicules et propriétés) et d'augmenter son rang de criminel afin de débloquer de nouvelles missions. Le mode multijoueur a été activé le 1er octobre 2013, et annoncé comme accessible gratuitement avec une copie originale du jeu. De nombreux bugs perturbent le fonctionnement du Online durant les premières semaines,,,. Rockstar Games corrige plusieurs problèmes récurrents à travers plusieurs mises à jour. Annoncés en août 2013 lors de la vidéo de présentation du mode multijoueur, les braquages sortent en tant que mise à jour le 10 mars 2015.

## Développement

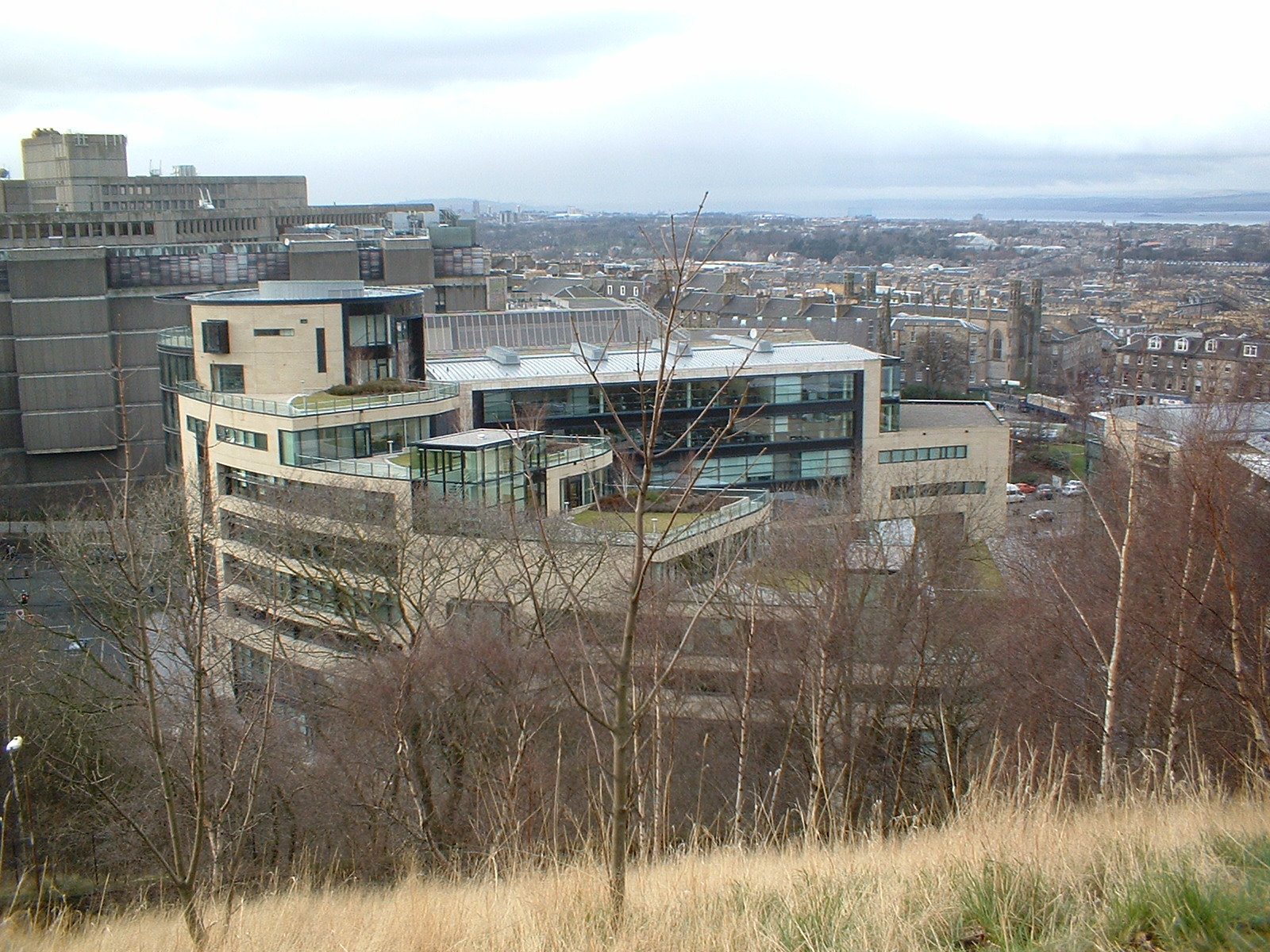
Siège de Rockstar North à Édimbourg, en Écosse.

Le développement de Grand Theft Auto V est assuré par le studio Rockstar North. Il débute à la fin de l'année 2008, peu de temps après la sortie de Grand Theft Auto IV et dure jusqu’à l'été 2013, ce qui fait une durée de développement de cinq ans. Le jeu est officieusement annoncé en octobre 2009 lors d'une interview de Dan Houser puis officiellement le 25 octobre 2011 par la présence du logo officiel du jeu en plein écran sur le site officiel de Rockstar Games. La première bande-annonce est mise en ligne le 2 novembre 2011,,,, et le jeu est ensuite particulièrement attendu,. Après quoi Rockstar ne donne plus aucune nouvelle du jeu pendant huit mois, préférant se concentrer sur la promotion et la commercialisation de Max Payne 3. Néanmoins, à partir de juillet 2012, l'éditeur continue de distiller les informations au compte-gouttes ; elles sont cependant de plus en plus fréquentes, images, et démonstrations de gameplay apparaissent jusqu'à la sortie du jeu, le 17 septembre 2013 (sortie initialement prévue pour le printemps précédent,,). Le coût du développement s'élève à 137 millions de dollars hors campagne publicitaire et à 265 millions avec.
Une version destinée à la console Wii U de Nintendo est initialement prévue et un prototype est développé. Mais la version stable n'a jamais vu le jour.
Le 11 juin 2020, Sony annonce la nouvelle sortie de Grand Theft Auto V sur PlayStation 5 pour 2021, lors de sa conférence présentant les premiers jeux de la future console,,,. Rockstar Games confirme cette arrivée peu de temps après, de même que celle sur Xbox Series, ainsi que la version standalone[Quoi ?] de Grand Theft Auto Online. D'abord prévues pour le 11 novembre 2021, ces nouvelles versions sortent finalement le 15 mars 2022 sur les deux consoles. Si elles n'apportent pas de changements à l'histoire et au gameplay, elles introduisent des améliorations graphiques, techniques (temps de chargement raccourcis), ainsi que des contenus supplémentaires pour Grand Theft Auto Online.
En juin 2021, la date du 16 décembre 2021 est annoncée pour la fermeture de Grand Theft Auto Online sur PlayStation 3 et Xbox 360.
Le 4 mars 2025 sort une nouvelle version PC du jeu, dite améliorée, incorporant les améliorations graphiques et les contenus jusque là exclusifs aux versions  PlayStation 5 et Xbox Series, disponible gratuitement pour les joueurs possédant déjà la version originale.

## Bande-son

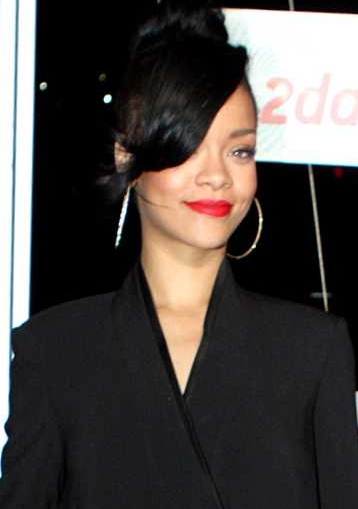
Rihanna figure parmi d'autres grands noms dans les musiques du jeu.

Michael Hunter, qui a déjà travaillé sur les jeux Grand Theft Auto: San Andreas et IV, est pressenti pour composer les musiques de ce nouvel opus ; elles seront finalement écrites et jouées par Tangerine Dream, Woody Jackson, The Alchemist et Oh No. Pour la première fois de la série, une bande originale a été spécialement créée pour le jeu (comme pour Red Dead Redemption ou L.A. Noire ; Woody Jackson ayant d'ailleurs participé à la bande originale de ces deux jeux), permettant l'introduction de musiques dynamiques et d'ambiance lors des missions et autres activités.
La bande-son de GTA V est la plus complète de la série, elle contient 240 chansons pour les versions PlayStation 3 et Xbox 360 et 388 pour celles PlayStation 4, Xbox One et PC, réparties sur 17 stations de radio. Des grands noms de la musique ont participé à la création de la bande-son, parmi lesquels Rihanna, 2Pac, Dr. Dre, Snoop Dogg, Nate Williams, DJ Pooh, Gerry Rafferty, Pam Grier, Bootsy Collins et Kenny Loggins. Par ailleurs, deux des radios du jeu sont des stations de discussion et de débat ; de même, après certains événements survenus au cours du jeu, un flash info interrompt les programmes pour relater les faits, comme cela se fait déjà depuis GTA III.
La bande-son de cet opus a été commercialisée en trois volumes. Le premier, intitulé Original Music, comprend des chansons inédites au public et présentes dans le jeu via les stations (dont Welcome to Los Santos de Oh No, servant de thème au jeu, et Change Of Coast de Neon Indian, thème de GTA Online) ; le second, The Score, inclus certaines musiques dynamiques composées spécialement pour GTA V et arrangées pour l'occasion par DJ Shadow ; le troisième, The Soundtrack, compile d'autres chansons présentes sur les radios du jeu, parues bien avant la sortie de cet opus (comme Hollywood Nights de Bob Seger ou encore All the Things She Said de Simple Minds).

## Accueil

### Critiques
Les critiques sont globalement très positives et les notes de test vont généralement de 9/10 à 10/10 et il obtient un score de 97/100 sur le site Metacritic qui réalise la moyenne de nombreuses notes obtenues par le titre, ce qui en fait l'un des jeux vidéo les mieux notés de l'histoire. Le site anglophone IGN qualifie ce jeu comme étant « un des meilleurs jeux jamais créé ». GTA V est également le jeu occidental le plus attendu au Japon, et le magazine Famitsu lui attribue une note de 40/40. Le jeu reçoit le prix Golden Joystick du jeu de l'année 2013. GTA V se voit également attribuer le prix Game of the Year 2013 lors des VGX, et le prix de la meilleure bande-son.

### Ventes
Lors d'une entrevue de VG247 avec le PDG de Take-Two, Strauss Zelnick, celui-ci précise que les précommandes vont « très, très, très, bien, très, très bien », si bien que l'éditeur s'attend à vendre 18 millions d'exemplaires du tant attendu Grand Theft Auto V durant la première année de commercialisation sur PlayStation 3 et Xbox 360. Une dizaine de jours après l'annonce et la mise en précommande des éditions collector et spéciale de GTA V, le site behindgames.com révèle que la branche Allemande du revendeur en ligne Amazon ne propose désormais plus l'édition Collector à la pré-commande sur PlayStation 3, confirmant l'engouement énorme des joueurs pour la licence et donnant naissance à la rumeur infondée d'une rupture de stocks de l'édition collector.
Fin juin 2013, selon un revendeur, Rockstar Games espérerait vouloir vendre près de trois millions d'exemplaires de Grand Theft Auto V le jour de sa sortie uniquement au Royaume-Uni. L'intention de Rockstar serait donc de battre le record absolu sur ce territoire, tenu depuis plus de deux ans par Call of Duty: Black Ops avec ses 1,4 million de ventes en une journée. Alors que Grand Theft Auto IV avait fait 630 000 ventes le jour de son lancement (2008), représentant un quart des possesseurs de Xbox 360 et PlayStation 3. Le parc des deux consoles sur ces terres représentent maintenant 13 millions de machines installées. Fin juillet 2013, l'analyste Colin Sebastian de Baird s'attend à voir 13 millions d'exemplaires du jeu partir à son lancement pour des ventes pouvant s'élever à 20 millions sur la première année. Son camarade Doug Creutz de Cowen & Company prévoit pour sa part que le jeu s'écoulera à 18 millions d'unités durant les douze premiers mois. À titre de comparaison, GTA IV totalise 25 millions d'unités vendues, tandis que San Andreas détient le record de 27,5 millions d'exemplaires.
Lors de sa sortie le 17 septembre 2013, le jeu totalise 800 millions de dollars (590 millions d'euros) pour le seul premier jour de commercialisation, annonce Take-Two, le mercredi 18 septembre. Il dépasse en trois jours de commercialisation le milliard de dollars de recettes,,. Fort de ce succès, le titre de la société Take Two gagne encore 2 % à la bourse de Wall Street deux jours après sa sortie. Depuis le mois de juillet 2013 et l'annonce de la sortie de GTA V en septembre, la valeur des actions de l'entreprise a augmenté de plus de 12 %. En cinq jours, GTA V dépasse 1,15 milliard de dollars de recettes pour son éditeur.
Grand Theft Auto V réalise de multiples records de ventes, comme le meilleur démarrage mondial d'un jeu vidéo avec 11 millions de ventes réalisées durant son premier jour de commercialisation. De plus, il réalise des records nationaux comme les performances de 1,1 million d'exemplaires en France et 2,25 millions au Royaume-Uni. Ce dernier arrive au score de 16 millions d'unités en seulement cinq jours, relevant à la hausse les estimations de Rockstar Games prévoyant 18 millions d'unités vendues en un an. Le jeu dépasse le cap de 20 millions de ventes à la fin du mois de septembre. Lors de sa sortie japonaise, GTA V s'écoule à 385 000 exemplaires en trois jours, ce qui correspond à un bon score pour un jeu occidental. Un mois plus tard, près de 600 000 copies du jeu y ont été distribuées. Le 29 octobre 2013, le jeu s'est écoulé à 29 millions d'exemplaires dans le monde, jamais un jeu vidéo n'avait atteint un tel score en si peu de temps. Au 31 décembre 2013, le jeu s'est écoulé à 32,5 millions d'exemplaires. En mai 2014, Take-Two annonce lors de ses résultats financiers que 33 millions d’exemplaires ont été distribués dans le monde. Cet épisode de la série est donc le plus grand succès commercial de son temps.
Les versions PlayStation 4 et Xbox One qui sortent le 18 novembre 2014 et proposent notamment des améliorations graphiques ainsi qu'une vue à la première personne pour la première fois dans la série. Ces versions remportent le prix de la meilleure remasterisation lors des Game Awards 2014. En février 2015, le jeu s'est écoulé à 45 millions d'exemplaires dans le monde, tout supports confondus. Il devient le plus vendu de la console de salon PlayStation 3 de Sony avec 21,19 millions d'exemplaires, il s'agit par ailleurs de la version du jeu la plus vendue et représentant plus d'un tiers des 60,70 millions d'exemplaires décomptés par VG Chartz, début 2017,.
En novembre 2016, Grand Theft Auto V franchit la barre de 70 millions d'exemplaires vendus. En mai 2017, Grand Theft Auto V franchit la barre de 80 millions d'exemplaires vendus. En novembre 2017, Grand Theft Auto V franchit la barre des 85 millions d'exemplaires vendus dans le monde, ce qui en fait le jeu le plus vendu sur console et PC et le troisième jeu vidéo le plus vendu de l'histoire tous supports confondus. Début 2018, GTA V dépasse la barre des 90 millions d'exemplaires vendus dans le monde tous supports confondus (versions physiques et dématérialisées). Début août 2018, Take Two annonce avoir distribué plus de 100 millions d'exemplaires. Le 8 novembre 2018, GTA V dépasse les 100 millions d’exemplaires vendus dans le monde tous supports confondus. En août 2020, le jeu atteint les 135 millions d'exemplaires vendus. Le jeu de Rockstar Games a dépassé les 140 millions d'exemplaires distribués dans le monde fin 2020.
En août 2021, le jeu atteint les 150 millions d'exemplaires vendus, portant la série (tous jeux confondus) à plus de 350 millions d'exemplaires. Début novembre 2021, Take-Two annonce que le total des ventes se porte à 155 millions d'exemplaires. Au 31 mars 2022, peu après la sortie du jeu sur PlayStation 5 et Xbox Series, les ventes s'élèvent à 165 millions d'exemplaires. Au 18 mai 2023, à l'annonce trimestrielle des résultats de Take-Two Interactive, les ventes du jeu s'élèvent à plus de 180 millions d'exemplaires.
Au 16 mai 2024, les ventes de Grand Theft Auto V avoisinent les 200 millions d'exemplaires.
| Constructeur | Plateforme    | Exemplaires | Parts des ventes |
| ------------ | ------------- | ----------- | ---------------- |
| Sony         | PlayStation 3 | 23 millions | 26 %             |
| Sony         | PlayStation 4 | 20 millions | 22 %             |
| Microsoft    | Xbox 360      | 19 millions | 21 %             |
| Microsoft    | Windows       | 16 millions | 18 %             |
| Microsoft    | Xbox One      | 12 millions | 13 %             |

### Records établis
Peu après sa sortie, GTA V a obtenu sept records, : il atteint la meilleure vente d'un jeu d'action-aventure en 24h avec 11,210 millions de ventes ; il a obtenu le record du divertissement le plus rapide à atteindre 1 milliard de dollars en 3 jours ; il a été aussi le jeu vidéo générant le plus d'argent en 24h avec 815 millions de dollars ; et aussi la bande-annonce a été la plus vue pour un jeu d'action-aventure avec 54 306 857 vues au 28 décembre 2018.
D'autre records sont notables pour le jeu : il a été le jeu le plus vendu de tous les temps au Royaume-Uni,.